# Station L'Isle-Jourdain
Station L'Isle-Jourdain is een spoorwegstation in de Franse gemeente L'Isle-Jourdain.